# Boktai
Boktai (jap. ボクらの太陽 Bokura no taiyō) ist der Titel einer dreiteiligen Spielereihe für den Game Boy Advance und einem Nachfolger für den Nintendo DS, die von Hideo Kojima entwickelt und von Konami vertrieben wurde. Die Besonderheit dieser Spiele liegt in ihrem innovativen Spielkonzept, da die reale Umgebung des Spielers Einfluss auf das Spielgeschehen nehmen kann. Dies geschieht durch einen in das Spielemodul eingebauten Sensor, der die Einstrahlung von Sonnenlicht misst. 
Der Spieler schlüpft in die Rolle des Vampirjägers Django, der mittels Sonnenlicht gegen die Immortals, die die Menschheit versklaven und mit der Macht des Mondes in Undeads verwandeln wollen, kämpft. Das Sonnenlicht dient ihm als Munition, weshalb der Spieler genötigt ist, sich meist im direkten Sonnenlicht aufzuhalten, um genügend Munition für den Kampf zu erhalten.

## Boktai: The Sun is in Your Hand
Boktai: The Sun is in Your Hand erschien im Juli 2003. Es ist ein Action-Rollenspiel, das durch kleinere Rätsel ergänzt wird. Der Spieler muss gegen Gegner wie Ghoule, Golems und Fledermäuse antreten. Dabei wird er von der Figur Otenko, einer Inkarnation der Sonne, unterstützt, die dem Helden mit Tipps und Hinweisen zur Seite steht.
In Deutschland erhielt es eine Altersfreigabe der USK ab 6 Jahren.

## Boktai 2: Solar Boy Django
Die Fortsetzung Boktai 2: Solar Boy Django erschien im Oktober 2004. Erneut übernimmt der Spieler die Rolle des Vampirjägers Django, der gegen das Böse ankämpfen muss.
Das Spiel kombiniert klassische Rollenspiel-Abenteuer mit Survival- und Schleich-Elementen. Im Gegensatz zu Teil 1 stehen dem Spieler "traditionellere" Waffen wie Schwerter und Speere zur Verfügung. Daneben benötigt er aber noch immer das Sonnenlicht, um die Waffenstärke zu verbessern und Endgegner zu besiegen.
Zur Mitte des Spieles gibt es aber eine unerwartete Wendung durch die der Held selbst zu einer Kreatur der Finsternis wird und ihn das, sonst so Lebensnotwendige, Sonnenlicht Schaden zufügt.
Während des Spiels übernimmt man auch noch kurzzeitig die Rolle von Djangos älterem Bruder Sabata. 

## Boktai 3: Shin Bokura no Taiyou - Gyakushuu no Sabata (Sabata's Counterattack)
Der dritte Teil der Reihe erschien im Juli 2005 exklusiv in Japan.

## Lunar Knights
Der jüngste Ableger aus dem Boktai-Universum heißt Lunar Knights. Die Vampirjäger-Reihe als Dreiteiler setzt nun die Reise auf dem Nintendo DS im Weltraum fort und ist mit den GBA-Boktai-Modulen kompatibel, um den Sonnenlichtsensor benutzen zu können, da dieser nicht auf die kleine DS-Spielkarte passt.
Aufgabe des Spielers ist es erneut gegen Vampire zu kämpfen und diesen endgültig den Garaus zu machen. Lucian heißt der Protagonist, den man im Spiel steuern wird. Nachts steigt Lucians Kraft, was ihm einige mächtige Specialmoves ermöglicht.
Wenn die Sonne scheint, steigt die Kraft seines Partners Aaron, der mit der mächtigen Sonnenpistole kämpft. Das Gameplay wird schließlich durch Weltraumshooter-Passagen aufgelockert. Lunar Knights erschien am 28. März 2007 in Europa.